# 포르쉐 911 GT1
포르쉐 911 GT1(영어: Porsche 911 GT1)은 독일의 스포츠카 메이커인 포르쉐 AG에서 GT1 클래스의 스포츠카 경주에 참가하기 위해 설계 및 개발한 자동차이다. 그 결과 개발된 제한된 생산 거리-법률 버전은 911 GT1 Straßenversion(스트리트 버전)으로 명명되었다.

## 역사
1990년대 중반 BPR 글로벌 GT 시리즈(이후 FIA GT 챔피언십으로 탈바꿈)를 통해 국제 스포츠카 레이싱이 부활하면서 포르쉐는 최상위 스포츠카 레이싱으로의 복귀에 대한 관심을 표명하고 GT1 카테고리의 경쟁자 개발에 나섰다. 이 범주의 자동차는 이전에 맥라렌 F1 및 페라리 F40과 같은 로드카의 크게 수정된 버전이었다.
그러나 1996년 911 GT1이 공개되었을 때 포르쉐는 룰북을 최대한 활용하여 스포츠카 동호회를 놀라게 했다. 그들의 도로 주행 모델 중 하나의 경주용 버전을 개발하는 대신 그들이 만든 것은 사실상 목적에 맞게 제작된 스포츠 프로토 타입이었다. 그러나 규정을 준수하기 위해 911 GT1 Straßenversion이라는 도로용 버전이 개발되었다.

### 911 GT1

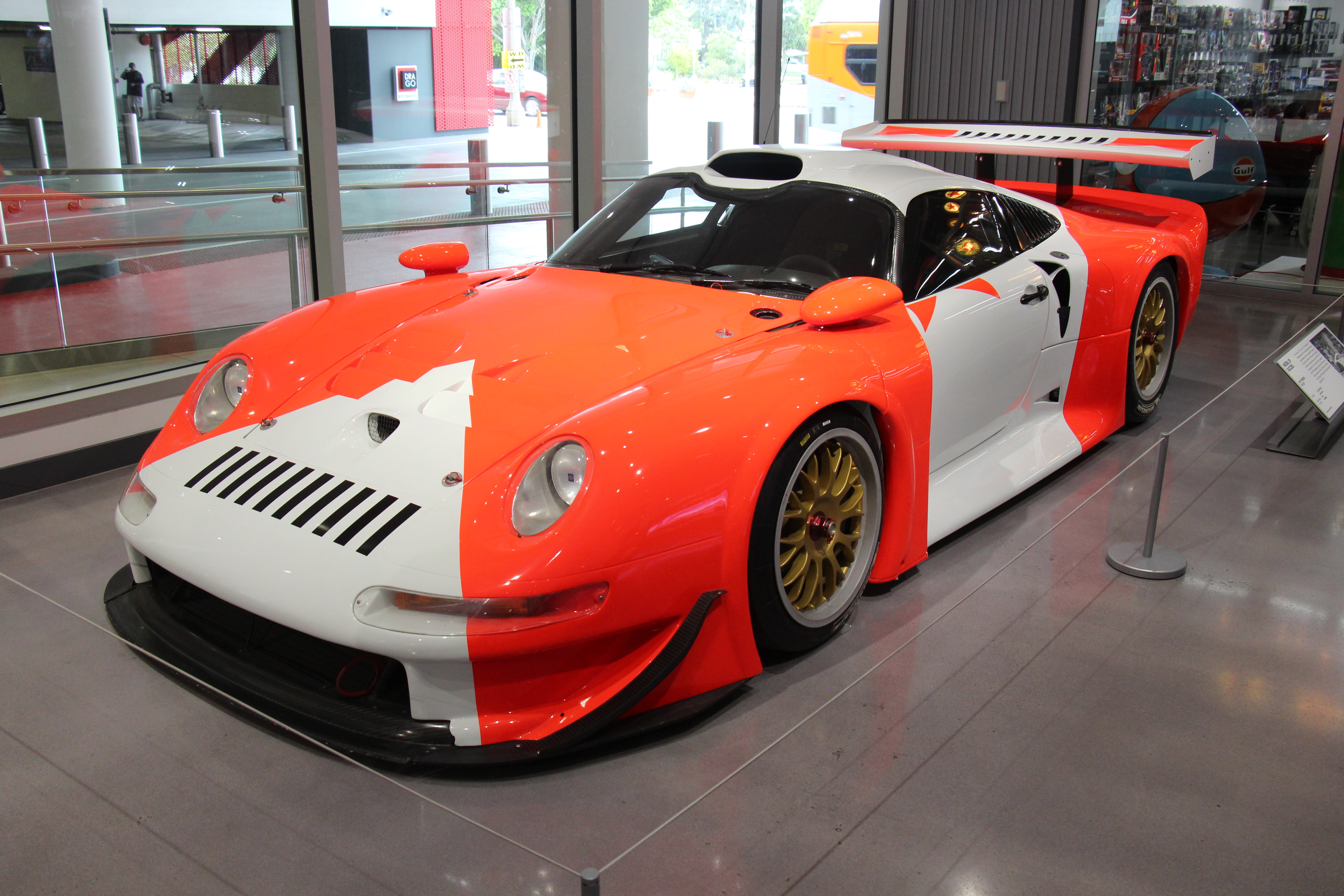
GT1은 911(993)과 공통점이 거의 없었으며 프론트 섀시 디자인과 함께 프로덕션 911의 프론트 및 테일 라이트 어셈블리만 공유했다.

911이라는 이름에도 불구하고 이 차는 실제로 당시의 911과 공통점이 거의 없었으며, 생산 스포츠카와 전면 및 후면 헤드램프만 공유했을 뿐이다. 그러나 전면 섀시는 당시(993) 911과 공유되었으며 섀시 후면은 수냉식, 트윈 터보차지 및 인터쿨러, 실린더 당 4개의 밸브와 함께 962에서 파생되었다. 보쉬 모트로닉 5.2 연료 분사 방식으로 공급되는 6개의 엔진 연료는 기존 911의 리어 엔진, 리어 휠 드라이브 레이아웃과 비교하여 리어 미드 엔진, 리어 휠 드라이브 레이아웃에 세로로 장착되어 있다. 엔진은 약 600 PS (441 kW; 592 hp)의 출력을 생성했다. 이에 비해 993세대 911 GT2는 당시 최고 성능의 차량으로 실린더 당 밸브가 2개 뿐인 공랭식 엔진을 사용했다.
911 GT1은 Brands Hatch 4시간에서 BPR Global GT Series(FIA 챔피언십의 전신)에 데뷔했다. Hans-Joachim Stuck과 Thierry Boutsen은 초대 참가로 경주를 했기 때문에 점수를 받을 수 없었지만 편안하게 이겼다. 그 뒤를 이어 Spa에서 우승하고 Ralf Kellerers에서 우승했으며 Emmanuel Collard는 Zhuhai에서 공장 팀에서 우승했다.
1996년 911 GT1은 1996년 르망 24시 레이스의 연습 세션에서 전설적인 뮬산 스트레이트에서 정확히 330 km/h (205 mph)의 최고 속도를 기록했다.

### 911 GT1 에보
1996년 시즌이 끝나갈 무렵, 포르쉐는 1997년 시즌을 준비하기 위해 911 GT1을 수정했다. 1997년에 공개될 (996) 포르쉐 911의 완전히 새로운 세대를 미리 보여주는 헤드램프를 특징으로 하는 새로운 차체를 포함하여 차량의 프론트 엔드가 수정되었다. 수정된 차는 911 GT1 에보(또는 에볼루션)로 알려졌다. 성능에 관한 한, 자동차는 이전 버전과 동일한 엔진을 가졌지만 새로운 공기 역학적 요소를 통해 1997년 형은 1996년 형보다 상당히 빨라졌다. 최고 속도는 여전히 약 330km/h였지만 가속은 더 좋아 보였다. La Sarthe Circuit에서 205mph)(경주에서 GT1-Evo는 326km/h의 최고 속도를 달성했다). 르망 웍스에서는 자동차가 레이스를 주도했지만 끝까지 버티지는 못했다. 비공개로 입력된 1996 사양 GT1은 전체 5위, 동급 3위를 관리했다.

### 911 GT1-98
1998년 시즌을 위해 포르쉐는 완전히 새로운 자동차인 911 GT1-98을 개발했다. 새로운 토요타 GT-One 및 메르세데스-벤츠 CLK-GTR과 일치하도록 설계된 911 GT1-98은 이전 두 모델보다 전통적인 스포츠 프로토 타입과 더 유사한 차체를 특징으로 한다. 변속 시간을 줄이기 위해 새로운 순차 변속기가 설치되었다. 엔진 제어도 TAG 일렉트로닉 시스템즈 TAG 3.8 ECU로 이동했다. 규정에 따라 911 GT1-98의 정식 버전이 출시되었지만 여전히 새로운 규정을 충족하기에 충분한 변형 하나만 생산된 것으로 믿어졌다.
1998년 FIA 인터내셔널 GT 시즌 동안 911 GT1-98은 터보차저 엔진에 불리한 것으로 간주된 공기 제한 장치 규칙에 따라 개선된 메르세데스의 속도에 맞추기 위해 고군분투했다. 메르세데스는 자연 흡기 V8 엔진을 사용했다. 공장팀의 미쉐린 타이어, 특히 자크스피드 개인팀의 피렐리 역시 벤츠의 브리지스톤 타이어보다 열등한 것으로 평가됐다.
그러나 1998년 르망에서는 이야기가 달랐다. BMW V12 LM은 휠 베어링 문제로 은퇴했고 메르세데스 CLK-LM 차량은 이전 V12를 대체한 새로운 V8 엔진에서 오일 펌프 문제가 발생했다. 가장 빠른 자동차로 꼽혔던 도요타 GT-원 역시 변속기 신뢰성 문제를 겪었다.
911 GT1-98은 도요타나 벤츠보다 느렸음에도 불구하고 안정성 덕분에 전체 1위와 2위를 모두 차지하며 르망에서 다른 제조업체보다 많은 기록을 깨는 16번째 종합 우승이라는 포르쉐의 희박한 희망을 충족시켰다.
로드 애틀랜타의 쁘띠 르망 레이스에서 Yannick Dalmas의 911 GT1-98은 2000년 같은 레이스에서 BMW V12 LMR과 마찬가지로 측면 장벽에 부딪히기 전에 장관을 이루는 역방향 플립을 하고 먼저 후방에 착지 했으며 가장 악명 높은 기록을 남겼다.
GT1 '98은 레이스에서 이전 2년보다 더 높은 다운포스로 설정되어 최대 속도를 310 km/h (193 mph)로 줄였다. 그러나 1998년 르망 24시 테스트에서 차는 더 낮은 다운포스 설정에서 뮬산 스트레이트에서 330 km/h (205 mph)를 기록했다.

### 1999
1998년 메르세데스가 FIA GT1을 지배하면서 1999년 시즌을 위해 포르쉐를 포함한 다른 모든 항목이 기권하였다. GT1 클래스는 취소되고 FIA GT 챔피언십은 GT2 자동차와 대결했다. 포르쉐는 르망에 참가할 수 있었지만 다른 제조업체의 새로운 참가자를 상대로 1998년 우승을 방어하려고 하지 않았다.
챔피언 레이싱은 아메리칸 르망 시리즈에서 경주하기 위해 911 GT1 에보를 미국으로 가져왔지만 LMP(르망 프로토타입) 클래스 항목으로만 허용되어 BMW V12 LMR과 같은 실제 프로토 타입과의 경쟁에서 경쟁력이 없었다.

### 군나르 G-99
챔피언이 1999년에 911 GT1 에보를 구입한 후 군나르 레이싱은 2000년에 경주할 의도로 팀에 맞춤형 경주용 자동차를 제공했다. 군나르 G-99로 알려진 자동차는 개방형 조종석이 있는 맞춤형 911 GT1이었다. 섀시는 처음부터 만들어졌지만 대부분의 신체 부위를 사용했음에도 불구하고 기계적으로는 911 GT1과 거의 동일했다. 운전자를 보호하기 위해 큰 롤바가 열린 조종석 위에 놓였다. [포르쉐 911 GT3]의 3.6리터 플랫 6이 표준 911 GT1 대신 사용되었다.
그러나 챔피언은 대신 Lola B2K/10을 구입하기로 마음을 돌렸으므로 군나르 G-99는 일시적으로 중단되었다. 이 차는 2002년 롤렉스 스포츠카 시리즈에 다시 등장했지만 지붕이 다시 생길 때까지 경주에 출전할 수 없었다. 따라서 군나르 레이싱 은 거의 동일한 GT1 지붕으로 차를 다시 제작하여 2003년에 잠시 경쟁했다. 이 차는 자금 부족과 금지령으로 인해 은퇴하기 전에 두 번이나 동급 2위를 차지했다. Daytona Prototypes를 선호하는 SRP 자동차이기도 하다.

## 911 GT1 스트리트 버전

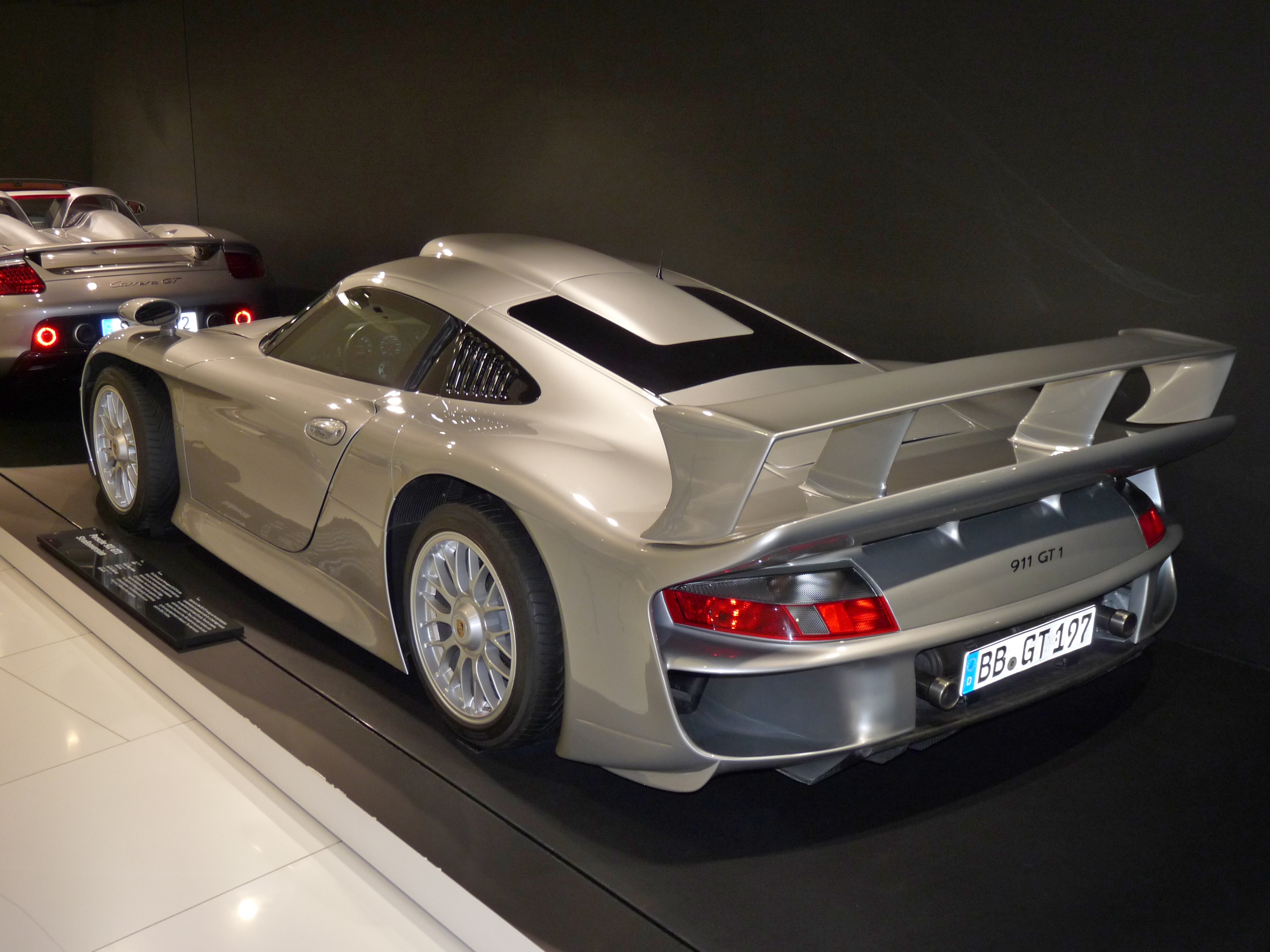
후방

GT1 카테고리에 대한 규정에 따르면 자격을 얻으려면 총 25대의 차량을 도로용으로 제작해야 한다.
포르쉐는 완전히 도로에서 합법적인 버전인 두 대의 프로토 타입 자동차를 개발했다. 첫 번째 제품은 1996년 초에 독일 연방 교통, 건축 및 도시 개발부로 전달되어 적합성 테스트를 통과했으며 통과했다. 두 번째 프로토 타입 차량은 바레인에 기반을 둔 개인 자동차 수집가인 Khalid Abdul Rahim의 손에 있다. 이 두 차량에는 993 스타일의 전면 헤드라이트가 있다.
"911 GT1 Straßenversion"으로 명명된 생산 차량은 1997년에 제작되었으며 996 스타일 프론트 헤드라이트를 특징으로 하는 약 20대의 차량이었다. 대부분의 생산 모델은 Artic Silver 또는 Fern White로 마감되었지만 Polar Silver, Indian Red 및 Pastel Yellow의 세 차는 독특한 색상으로 마감되었다.
단일 차량인 911 GT1-98 Straßenversion은 새로운 FIA 규정에 따라 완전히 새로운 레이싱 버전을 승인하기 위해 1998년에 제작되었다.
7,200rpm에서 400kW(544PS, 536hp) 및 4,250rpm에서 600 N·m (443 lb·ft)의 토크가 4,250rpm에서 적당하며, 정지 상태에서 308 km/h (191 mph)의 최고 속도까지 3.9초 만에 100 km/h (62 mph)까지 가속할 수 있다.
Auto, Motor und Sport는 1997년에 다음과 같은 결과로 합법적인 도로 버전을 테스트하였다.
- 0-50 km/h (31.1 mph) : 2.1 seconds[5]
- 0-100 km/h (62.1 mph) : 3.9 seconds[5][6]
- 0-130 km/h (80.8 mph) : 5.4초[5]
- 0-160 km/h (99.4 mph) : 7.1초[5]
- 0-180 km/h (111.8 mph) : 8.8초[5]
- 0-200 km/h (124.3 mph) : 10.5초[5][7]
- 0-250 km/h (155.3 mph) : 17.4초[5]
- 0-400 m (1⁄4 mi): 11.6초[5]
- 0-1 km (0.62 mi): 20.7초[5]
- 최고 속도: 308 km/h (191.4 mph)[5]
- Braking from 100 km/h (62.1 mph): 36 m (118 ft)[5]
- Braking from 200 km/h (124.3 mph): 130.8 m (429 ft)[5]
- 전비중량: 1,150 kg (2,535 lb)[5]